# Łęgonice
Łęgonice is een plaats in het Poolse district  Grójecki, woiwodschap Mazovië. De plaats maakt deel uit van de gemeente Nowe Miasto nad Pilicą en telt 440 inwoners.